# Washington Street (Manhattan)
Pour les articles homonymes, voir Washington Street.
Washington Street est une rue de New York.

## Situation et accès
Cette voie de l'arrondissement de Manhattan est orientée nord-sud, entre la 14e Rue et Hubert Street dans le quartier de Tribeca. C'est la deuxième rue la plus à l'ouest du Lower Manhattan après West Street (en) (proche de la Douzième Avenue).

## Origine du nom
Elle doit son nom à George Washington, premier président des États-Unis. 

## Historique
Le terrain sur lequel elle a été construite dépendait de Trinity Church et a été cédé à la ville en 1808.

## Bâtiments remarquables et lieux de mémoire
On y trouve en particulier la High Line, jardin suspendu situé sur une ancienne voie de métro aérien.